# Museo de Hanói
El Museo de Hanói (en vietnamita: Bảo tàng Hà Nội) se encuentra en la ciudad de Hanói, en el país asiático de Vietnam. El museo exhibe artefactos de la historia de Hanói desde siglos atrás además de la historia, la cultura, el patrimonio y la arquitectura que ha florecido en Vietnam. Se exhiben más de 50.000 artefactos en una superficie total de casi 54.000 metros cuadrados.
El museo de Hanói fue inaugurado en 2010 por el aniversario milenario de Hanói.
El edificio representa un diseño general de una pirámide invertida.